# Yongsin Wongpanitnont
Yongsin Wongpanitnont (en tailandés: ยงศิลป์ วงศ์พนิตนนท์; Phayao, 11 de abril de 2002), también conocido como Yorch (en tailandés: ยอร์ช; en coreano: 요치), es un actor tailandés. Ganó popularidad por su papel como Wanchaloem en el drama Thong Nuea Kao (2013). Yorch hizo su debut como solista con el sencillo "Seven" el 11 de abril de 2023. Es miembro de la boy band surcoreana POW.

## Carrera

### 2012–2021: Inicios de carrera en la actuación
Yorch comenzó su carrera como actor infantil en 2012 en Tailandia, cuando tenía diez años. Desde entonces ha aparecido en varios programas de televisión dramáticos de ese país, incluyendo Thong Nuea Kao (2013), Luead Mungkorn: Singh (2015) y Wai Sab Saraek Kad 2 (2019). Ganó popularidad por su rol como Wanchaloem en el drama Thong Nuea Kao en 2013, papel por el que recibió una nominación a mejor actor de reparto en los Premios Nataraj.
En 2018, Yorch audicionó para entrar a SM Entertainment; sin embargo, no se convirtió en aprendiz debido a su contrato con la cadena Thai TV3.El 20 de enero de 2022 se reveló que Yorch era miembro del nuevo grupo de Big Hit Music, que tiene como nombre provisional Trainee A.Sin embargo, el proyecto debut fue cancelado posteriormente y todos los canales de redes sociales de Trainee A finalizaron sus servicios el 23 de diciembre de 2022.

### 2023-presente: Carrera en solitario y debut con POW
Yorch hizo su debut como solista con el sencillo "Seven" el 11 de abril de 2023. El 10 de julio, se reveló que debutará en un grupo de chicos de Grid Entertainment. El 1 de agosto, se anunció que Yorch hará su debut como miembro del nuevo grupo de chicos POW en septiembre de 2023.

## Filmografía

### Películas
| Año  | Título          | Papel      | Ref.  |
| ---- | --------------- | ---------- | ----- |
| 2012 | Art Idol        |            |       |
| 2014 | Timeline        | Tan        | [ 5 ] |
| 2014 | My House        | Wan        | [ 6 ] |
| 2015 | 15+ IQ Krachoot | Chaladlert | [ 7 ] |

### Series de televisión
| Año  | Título                                 | Papel                          | Ref.   |
| ---- | -------------------------------------- | ------------------------------ | ------ |
| 2012 | Mae Yaai Tee Rak                       | Wanrob / Rob                   | [ 5 ]  |
| 2012 | Ruk Sood Plai Fah                      |                                | [ 5 ]  |
| 2012 | Khun Seuk                              |                                | [ 8 ]  |
| 2013 | Thong Nuea Kao                         | Wanchaloem                     | [ 1 ]  |
| 2014 | Full House                             | Guy                            | [ 5 ]  |
| 2014 | Cubic                                  | Lin Lan Ser                    | [ 5 ]  |
| 2014 | Pua Chua Krao                          |                                | [ 5 ]  |
| 2014 | Sunshine, My Friend                    | Mu                             | [ 9 ]  |
| 2014 | Pope Rak                               | Yiao                           | [ 9 ]  |
| 2015 | Luead Mungkorn: Singh                  | Wei                            | [ 5 ]  |
| 2015 | Neung Nai Suang                        | Anawat Patcharapojanat / Neung | [ 8 ]  |
| 2015 | Kor Pen Jaosao Suk Krung Hai Cheun Jai | Poon                           | [ 10 ] |
| 2015 | Suphap Burud Satan                     | Tor                            | [ 10 ] |
| 2015 | Pritsana Akhat                         | Pom                            | [ 10 ] |
| 2015 | Fai Lang Fai                           | Narut                          | [ 10 ] |
| 2016 | Philiang                               | Sattaya                        | [ 10 ] |
| 2016 | U-Prince: The Handsome Cowboy          | Sibtis                         | [ 8 ]  |
| 2016 | Kong Krapan Naree                      | Dammakok                       |        |
| 2016 | Luerd Ruk Toranong                     | Ram:V                          |        |
| 2016 | Raeng Chang                            | Harn                           |        |
| 2017 | Barb Rak Ta Lay Fun                    | Satra                          |        |
| 2017 | Plerng Rak Fai Marn                    | Wisathorn                      |        |
| 2018 | Chuamong Tong Mon                      | Mark / Nasit Kittipaisalsakul  |        |
| 2019 | Wai Sab Saraek Kad 2                   | Book / Mahasmut Chumrianthong  | [ 5 ]  |
| 2019 | My Love From Another Star              | Mork                           |        |
| 2020 | Sorn Ngao Ruk                          | Neua Mek                       |        |
| 2020 | Watsana Rak                            | Kan                            |        |
| 2021 | Praomook                               | Chalunthorn / Lun              | [ 11 ] |
| 2021 | Esao Untarai                           | Kob / Chonlathit               | [ 12 ] |
| 2021 | Oh My Sweetheart                       | Dont                           | [ 12 ] |